# Llista de topònims balears d'origen mossàrab
Els mossàrabs són els cristians que vivien sotmesos a la dominació musulmana i, des del punt de vista lingüístic són considerats mossàrabs els indígenes hispans que, encara que haguessin renegat del cristianisme, es mantenien fidels a la seva llengua romànica vernacla, la qual solia rebre el nom d'''aljamia''.
Es coneix prou bé el parlar romànic dels mossàrabs dels Països Catalans, tant dels del sud de Catalunya, com del País Valencià i les Illes Balears, bastant semblants entre ells, però molt diferents de les modalitats de la llengua catalana parlades en l'actualitat en aquests territoris.
La toponímia d'origen mossàrab de les Illes Balears és molt extensa.

## Topònims en desús

### Topònims mossàrabs en desús a Mallorca
| - Aclamenaritx. GRAMINALES. (Pollença). - Albaranca. BARRANCA. (Ciutat de Mallorca). - Alfogutx. FOCOS. (Escorca). - Cadolx. AQUA DULCEM (Ciutat de Mallorca). - Catí. CATINUS. 'conca, bací, gibrell, còssil'. (Pla de Sant Jordi, Palma). | - Ferrutxelles.*FARRAGUNCELLAS de FARRAGINA 'farraginal'. (Llucmajor). - Follitx. (Ciutat de Mallorca). - Forlàritx. FLORALES - Otrollaritx. |

### Topònims mossàrabs en desús a Menorca
- Matxani.MATTHIANEM 'Macià' (Maó).

## Topònims vius

### Topònims mossàrabs d'Eivissa
| - Buscastell. (Sant Antoni de Portmany). - Campanitx. CAPANNES 'cabanes' (Sant Carles de Peralta). - Canadella.(Sant Llorenç de Balàfia). - Corona. CORONA (entre Albarca i Portmany). - Cotella. COS, COTIS(Santa Gertrudis de Fruitera). - Font de Cotella. COS, COTIS. (Santa Gertrudis de Fruitera). - Forada. FORATUM. (Sant Antoni de Portmany). - Forca. (Sant Rafel). - Formiga. FORNACUM 'forat gran per coure-hi'.(Santa Gertrudis de Fruitera). - Fruitera. FRUCTARIA. (Santa Gertrudis). - Jondal. (Sant Josep de sa Talaia). - Labritja. (Sant Joan). - Llombí.LUMBUS - Morna. | - Petroell. PETROSELLU. - Peralta. PETRA ALTA 'penya alta'. (Sant Carles). - Perella. PETRELLA 'penyeta'. (Santa Eulària del Riu). - Portinatx *PORTINAS(Sant Joan de Labritja). - es Portitxol. (Sant Joan de Labritja). - Portmany. PORTUS MAGNUS 'port gran'. (Sant Antoni). - Rubió (Sant Joan de Labritja). - Safragell. - Sanvertesc. - Es Vedrà. PETRANU 'petri, de pedra'. - Xarraca. SERRA 'serra, muntanya'(Sant Joan de Labritja). |

### Topònims mossàrabs de Formentera
- Formentera. (Formentera).
- Porto-salè. (Formentera)

### Topònims mossàrabs de Mallorca
| - Aireflor (Sencelles). - Albercutx. HARIBERGOS 'albergs'. (Pollença). - Alcanella (Escorca). - Alpare. - Andratx (Andratx). - S'Arrom (Sóller). - Artà. - Fons d'Aubassauba.(Manacor). - Aumallutx (Escorca). - Auxella (Selva). - Bàlitx. VALLES. (Sóller). - Banderola (Sineu) - Banyeres (Son Cervera). - Bànyols. BALNEOS.(Alaró). - Bini. PINNA 'penya'. (Escorca). - Bordellet. PORTA. (Calvià). - Bunyola. *BONNOLA. (Bunyola). - Caimari ant. Caimaritx. - Calderitx. CARDARES 'camps de cards' o CALDARES 'en els bassals, les piscines, els estanyols'. - Calicant. GALLI CANTUS 'cant del gall' (Sant Llorenç des Cardessar). - Sa Calobra. COLUBRA 'serpent' (Escorca). - Calvià (Calvià). - Font de Camarata. FONTEM CAMARATAM 'fon coberta de volta' (Selva). - Campanet. CAPANNA > CAPANAT (plural aràbic) 'cabanes'. (Campanet). - Campos (Campos). - Canet (Esporles). - Capdepera (Capdepera). - Capocorb. CAPUT CURVUM 'cap corbat'. (Llucmajor). - Carrutxa (Sant Joan). - Castellitx. CASTELLIS. (Algaida). - Binicaubell (Santa Margalida). - Coanegra. COVA NEGRA. (Santa Maria del Camí). - Colombar. - Es Colombar. COLUMBARE(Alcúdia i Llucmajor). - Colonya. COLONIA (Pollença). - Coma Sema. CUMBA SEMA (Bunyola). | - Binicomprat (Algaida). - Conia i Conies (Manacor). - Sa Corbaia. CORBAIRA. (Artà). - Es Cornador (Sóller). - Costitx.COSTES 'les costes'. (Costitx). - Crestatx CRISTAS 'crestes, carenes). (Sa Pobla). - Cucurutx (Ariany). - Cugulutx. CUCULLOS 'caputxa'. (Llucmajor, Sant Joan). - Es Cutilar. COS, COTIS 'còdol' (Ciutat de Mallorca). - S'Esclop. SCRUPUS 'pedregós'. (Andratx). - Escorca.SKULKA 'lloc de guaita, atalaia'. - Esporles. - Estacar. - Estellencs. - S'Estorell. AESTUARIUM, dim. AESTUARIELLUM 'torrent, estuari'. (Lloseta). - Fartàritx (Pollença, Felanitx i Manacor). - Farrutx (Artà). - Felanitx. FENALES 'camp de fenc'. - Ses Ferritges. FARRAGINES 'farratges'. (Petra) - Fornalutx. - Flamaire. FLUMEN 'corrent d'aigua'. (Andratx). - Formentor. - Son Fornari i Fornari ant. Fornàritx. FURNARES 'els forns'. (Palma). - Hortalutx. HORTULOS. (Puigpunyent). - Sa Llapassa (Llucmajor). - Llenaire. *LENARIA de LENA 'rocassa, llosa'. (Pollença). - Es Llombards. LUMBARES 'pujolar' (Santanyí). - Lluc. LUCUS 'bosc sagrat'. (Escorca). - Lloseta. LAUSA 'llosar'. - Llubí. - Marratxí. BARRATXINO 'barracar, grup de cabanes'. | - Maçanella (Mancor). - Moncaira. JUNCARIA 'jonquera' (Fornalutx). - Montaure. MONTORIUM. (Mancor). - Montibudell. MONTE ACUTELLO 'mont agut, punxegut'. (Escorca). - Montuïri. MONTUARIUM. - Morneta (Binissalem). - Puig de Mors (Alaró). - Castell de Mors (Costitx) - Moscari. MUSCARES 'Mosqueres' (Selva). - Mossa. - Muro (Muro). - Oriolet. AUREOLUS 'dauradet, groguenc'. (Alcúdia). - ets Óscols (Alcúdia). - es Pantaleu (Andratx). - Pareis (Escorca). - Passaratx (Porreres). - Pastoritx. PASTURES. 'pasturatges'. (Valldemossa). - Perola (Llucmajor). - Petra. PETRA. (Petra). - Pina. PINNA 'penya'. (Algaida). - Pedruixella (Pollença). - sa Pòpia. PUPPEA 'Mamella'. (Sa Dragonera, Andratx). - ```Portopí (Ciutat de Mallorca). - Pòrtol. PORTOLA 'collet, portell de muntanyes'. (Marratxí)(. - Pola.(Son Cervera). - Porto Petro (Santanyí). - Puigpunyent. - Punxuat (Algaida). - Rotana (Manacor). - Santa Cirga. SANTUS CYRICUS 'Sant Quirze'. (Manacor i Calvià. - Santanyí i Santanix.SANCTA AGNES. (Santanyí i Porreres). - Santiani. SANCTI IOANNE. (Campanet). - Santueri i Santuiri. SANCTUARIUM. (Felanitx i Pollença). - Serritxola. SERRA + -ICI-OLA 'serreta'. (Sineu). - Sencelles. SENTICELLAS diminutiu de SENTIX 'mata d'espines' - Solanda (Sant Joan). | - Superna. SUPERNA 'superior'. (Puigpunyent). - Tacàritx (Alcúdia). - Taraina (Alcúdia). - Ternelles (Pollença). - Torràlitx (Llucmajor). - Tortitx. TORTIS 'voltes, revolts'. (Felanitx). - Font de Vàritx. VALLES 'vall'. (Pollença). - Valldemossa. - Vertaient (Alcúdia). - Xorrigo. SUB RIGUUS 'baix dels recs' (Ciutat de Mallorca). |

### Topònims mossàrabs de Menorca
| - Albranca. BARRANCA. (es Migjorn Gran). - Albranxella. BARRANCA. (es Migjorn Gran). - Alcotx. (Es Mercadal) - Alputze. PUTEUM 'pou'. (Ciutadella) - Artrutx. ALTOS. (Ciutadella). - Atàlitx. (es Migjorn). - Cap de Banyos ant. Bànyols. BALNEOS (Ciutadella). - es Banyul.BALNEOLUM (Ciutadella). - Berbatx. BARBAS. (es Mercadal). - Berbatxí. (es Mercadal). - Binicalsitx. PINNA CALCIS 'penya calcària' (Ferreries). | . - Caloritx. (es Mercadal). - Ses Canèssies. - Es Canutells. (Maó). - Capifort. CAPUT FORTEM 'cap fort'. (Maó). - Binicodrell. (es Migjorn Gran). - Cala Corgada. CORTIGATA 'escorxada' (es Migjorn Gran).* Cotaina. - Calafi. (Ferreries). - Favàritx. - Forma. FORMA 'tàpia, paret'. (Maó). - Llimpa. LǏMPǏDA 'BRILLANT, NÍTIDA'. (Es Mercadal). - Llinàritx. LINARES 'llinars, plantacions de lli' (es Mercadal). - Llucatx. - Llucmaçanes. (Maó). - Llucaquelba. (Alaior). | - Macarella. (Ciutadella) - Morell (Alaior). - Morvedre (Ciutadella). - Cap Pentiner. PECTINARIUS de PECTEN 'copinya, conquilla'. (Es Mercadal) - Pitralada. PETRA LATA 'pedra ampla'. (Maó). - Pregonda. (es Mercadal). - Santa Galdana (Ferreries). - Santandria.(Ciutadella). - S'Argossam. (Maó). - Torrepetxina. TURRIS PICINA 'torre de la pega'. (Ciutadella). - Tot-lluc. (Ciutadella). - Trepucó. (Maó). - Turdonell. (Maó). |